# Baiergrün
Baiergrün ist ein Gemeindeteil der Stadt Helmbrechts im Landkreis Hof (Oberfranken, Bayern). Der Ort liegt in der Gemarkung Baiergrün.

## Geografie
Das Dorf liegt im weiten Tal des Baiergrüner Baches, von dem es durchflossen wird. Die Kreisstraße HO 26 führt zur Staatsstraße 2194 (1,2 km westlich) bzw. nach Windischengrün (1,8 km nordöstlich). Eine Gemeindeverbindungsstraße führt nach Kleinschwarzenbach zur St 2194 (2,1 km südlich).

## Geschichte
Der Nürnberger Burggraf Friedrich V. hatte den damals als „Beyersgrün“ bezeichneten Ort im Jahr 1386 käuflich von Otto Wolfstriegel von Schauenstein aus dem Rittergeschlecht der von Schauenstein erworben, wodurch das Dorf in den Besitz der Hohenzollern gelangte.
Zur Realgemeinde Baiergrün gehörte Einzigenhöfen, Hopfenmühle, Rauhenberg und Suttenbach. Gegen Ende des 18. Jahrhunderts bestand Baiergrün aus 37 Anwesen (1 Frohnhaus, 9 Halbhöfe, 12 Viertelhöfe, 3 Fünfachtelhöfe, 10 Dreiachtelhöfe, 2 Einachtelhöfe). Die Hochgerichtsbarkeit sowie die Dorf- und Gemeindeherrschaft stand dem bayreuthischen Vogteiamt Schauenstein zu. Das bayreuthische Kastenamt Kulmbach war Grundherr sämtlicher Anwesen.
Von 1797 bis 1810 unterstand Baiergrün dem Justiz- und Kammeramt Naila. Nachdem im Jahr 1810 das Königreich Bayern das Fürstentum Bayreuth käuflich erworben hatte, wurde der Ort bayerisch. Infolge des Ersten Gemeindeedikts wurde 1812 der Steuerdistrikt Baiergrün gebildet. Zu diesem gehörten Einzigenhöfen, Hopfenmühle, Rauhenberg und Suttenbach. Zugleich entstand die Ruralgemeinde Baiergrün, die deckungsgleich mit dem Steuerdistrikt war. Sie war in Verwaltung und Gerichtsbarkeit dem Landgericht Naila zugeordnet und in der Finanzverwaltung dem Rentamt Lichtenberg (1919 in Finanzamt Lichtenberg umbenannt, seit 1955 Finanzamt Naila). Ab 1862 gehörte Baiergrün zum Bezirksamt Naila (1939 in Landkreis Naila umbenannt). Die Gerichtsbarkeit blieb beim Landgericht Naila (1879 in Amtsgericht Naila umgewandelt). Die Gemeinde Baiergrün hatte 1964 eine Gebietsfläche von 7,066 km². Im Zuge der Gebietsreform in Bayern wurde die Gemeinde Baiergrün am 1. Juli 1972 nach Helmbrechts eingemeindet.

### Baudenkmäler
- Schauensteiner Straße 14: eingeschossiges Wohnstallhaus mit Frackdach vom Ende des 18. Jahrhunderts[10]

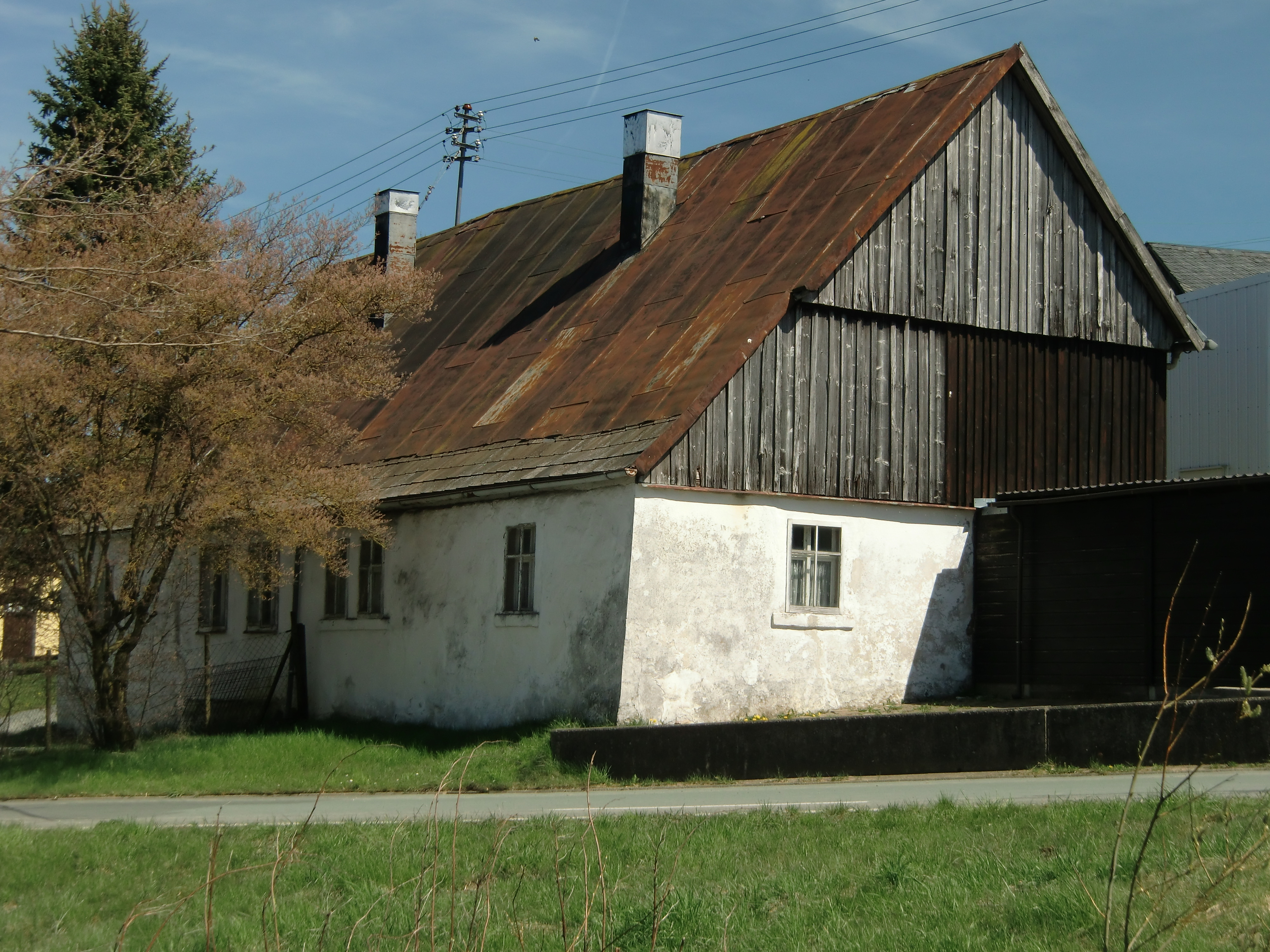
Denkmalgeschütztes Wohnstallhaus
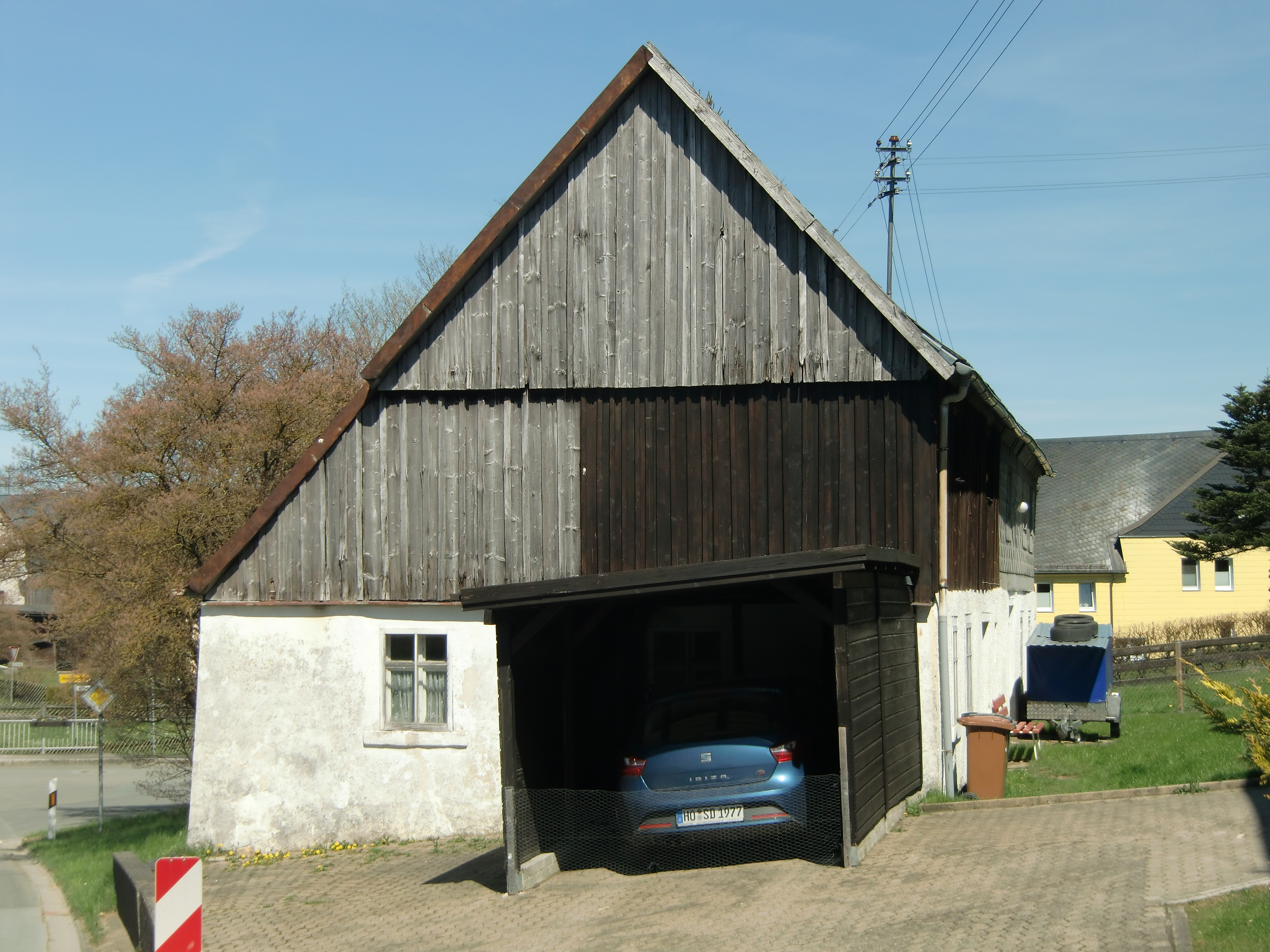
Giebelseite des Wohnstallhauses

ehemalige Baudenkmäler
- Schauensteiner Straße 5: Türrahmung
- Haus Nr. 5: Zweigeschossiges Wohnstallhaus mit Frackdach, wohl zweites Drittel des 18. Jahrhunderts; Erdgeschoss verputzt massiv, um 1900 Vergrößerung der Fenster und Umbau des Stalles in Webstube; Obergeschoss im Wohnteil übertünchtes Fachwerk mit Lehmziegelausfachung, rückwärtig verbrettertes Ständerwerk; Giebel verschalt.[11]
- Haus Nr. 9: Zweigeschossiges, verputzt massives Wohnstallhaus mit Satteldach, 1897 errichtet unter Wiederverwendung älterer Tür- und Fenstergewände; Stalltür mit profilierter, egohrter Rahmung und Scheitelstein, bezeichnet „1799 AH“ (=Achim Hagen).[11]
- Haus Nr. 14: Zweigeschossiges Wohnstallhaus mit Satteldach, um 1790/1800; Erdgeschoss verputzt massiv, Obergeschoss verputztes Fachwerk mit Lehmziegelausfachung; Giebel verschiefert; Wohnungs- und Stalltür mit profilierter, geohrter Rahmung und Scheitelstein.[11]
- Haus Nr. 15: Eingeschossiges, verputzt massives Wohnstallhaus mit Satteldach und Gauben, um 1790/1800 errichtet; Wohnungs- und Stalltür mit profilierter, geohrter Rahmung und Scheitelstein.[11]
- Haus Nr. 23: Eingeschossiges, verputzt massives Kleinhaus, Wohnstalltyp mit Satteldach, um 1790/1800; Giebel verbrettert; Wohnungs- und Stalltür mit profilierter, geohrter Rahmung und Scheitelstein.[11]
- Haus Nr. 24: Stattliches, zweigeschossiges Wohnstallhaus mit Walmdach über hölzernem, profiliertem Kranzgesims; Erdgeschoss verputzt massiv, Obergeschoss verschiefertes Fachwerk mit Lehmausfachung; Stall teilweise modern umgebaut und erweitert. Wohnungs- und Stalltür mit profilierter, geohrter Rahmung und Scheitelstein, über ersterer bezeichnet „1797 CH“ (=Christian Hölzel).[11]
- Haus Nr. 27: Frackdachhaus, wohl noch erste Hälfte des 18. Jahrhunderts; vom ursprünglichen Wohnstallbau lediglich der zweiachsige Wohnteil neben Neubau erhalten. Erdgeschoss verputzt massiv, Obergeschoss Fachwerk mit Lehmausfachung.[11]
- Haus Nr. 30: Eingeschossiges, verputzt massives Wohnstallhaus mit Satteldach, 1720 errichtet; Giebel verschalt.[11]

### Einwohnerentwicklung
Gemeinde Baiergrün
| Jahr      | 1819   | 1840   | 1852   | 1855   | 1861   | 1867   | 1871   | 1875   | 1880   | 1885   | 1890   | 1895   | 1900   | 1905   | 1910   | 1919   | 1925   | 1933   | 1939   | 1946   | 1950   | 1952   | 1961  | 1970   |
| Einwohner | 250    | 332    | 344    | 346    | 375    | 374    | 396    | 429    | 391    | 401    | 398    | 379    | 337    | 336    | 343    | 311    | 305    | 291    | 255    | 377    | 351    | 338    | 266   | 267    |
| Häuser    |        |        |        |        |        |        | 53     |        |        | 53     | 51     |        | 55     |        |        |        | 55     |        |        |        | 49     |        | 51    |        |
| Quelle    | [ 13 ] | [ 14 ] | [ 14 ] | [ 14 ] | [ 15 ] | [ 16 ] | [ 17 ] | [ 18 ] | [ 19 ] | [ 20 ] | [ 21 ] | [ 14 ] | [ 22 ] | [ 14 ] | [ 23 ] | [ 14 ] | [ 24 ] | [ 14 ] | [ 14 ] | [ 14 ] | [ 25 ] | [ 14 ] | [ 7 ] | [ 26 ] |

Ort Baiergrün
| Jahr      | 001819 | 001861 | 001871 | 001885 | 001900 | 001925 | 001950 | 001961 | 001970 | 001987 |
| Einwohner | *250   | 281    | 297    | 293    | 255    | 254    | 290    | 219    | 220    | 191    |
| Häuser    |        |        |        | 40     | 41     | 42     | 39     | 41     |        | 52     |
| Quelle    | [ 13 ] | [ 15 ] | [ 17 ] | [ 20 ] | [ 22 ] | [ 24 ] | [ 25 ] | [ 7 ]  | [ 26 ] | [ 1 ]  |

## Religion
Baiergrün ist seit der Reformation evangelisch-lutherisch geprägt und bis heute nach St. Bartholomäus (Schauenstein) gepfarrt.